# Kim Bub-min
Kim Bub-min (hangŭl (김 법민?); Daejeon, 22 maggio 1991) è un arciere sudcoreano, vincitore della medaglia di bronzo nella gara a squadre ai Giochi di Londra 2012.

## Palmarès
- Giochi olimpici

2012 - Londra: bronzo a squadre.
- Universiadi

2011 - Shenzen: oro a squadre miste.